# Don Cazayoux
Donald J. "Don" Cazayoux, Jr., född 17 januari 1964 i New Roads, Louisiana, är en amerikansk demokratisk politiker. Han representerade delstaten Louisianas sjätte distrikt i USA:s representanthus 2008-2009.
Cazayoux gick i skola i Catholic of Pointe Coupee High School. Han studerade sedan vid Louisiana State University. Han avlade där 1985  kandidatexamen och 1993 sin master. Han avlade dessutom 1991 juristexamen vid Georgetown University.
Kongressledamoten Richard Baker avgick 2008 och Cazayoux vann fyllnadsvalet för att efterträda Baker i representanthuset. Han kandiderade sedan till omval i kongressvalet 2008 men förlorade mot republikanen Bill Cassidy.
Han och hans fru, Cherie (gift 1986), har tre barn, Michael, Chavanne och Katie.